# Лубянцы (Большемурашкинский район)
Лубя́нцы — село в Большемурашкинском районе Нижегородской области. Входит в состав Холязинского сельсовета.

## География
Расположено на севере района, в 79 км к юго-востоку от Нижнего Новгорода, на правом на берегу реки Сундовик; высота над уровнем моря 120 м. Ближайшие населённые пункты — Рамешки и Папулово в 1 км к юго-западу (на разных берегах реки), Шахманово в 2 км к северу. Районный центр Большое Мурашкино находится в 15 километрах южнее. Располагаясь вдоль Сундовика, село ровно посередине разделяется большим поперечным оврагом (в устной речи местных жителей северная часть села при этом традиционно именуется «Капышо́вка»).

## История

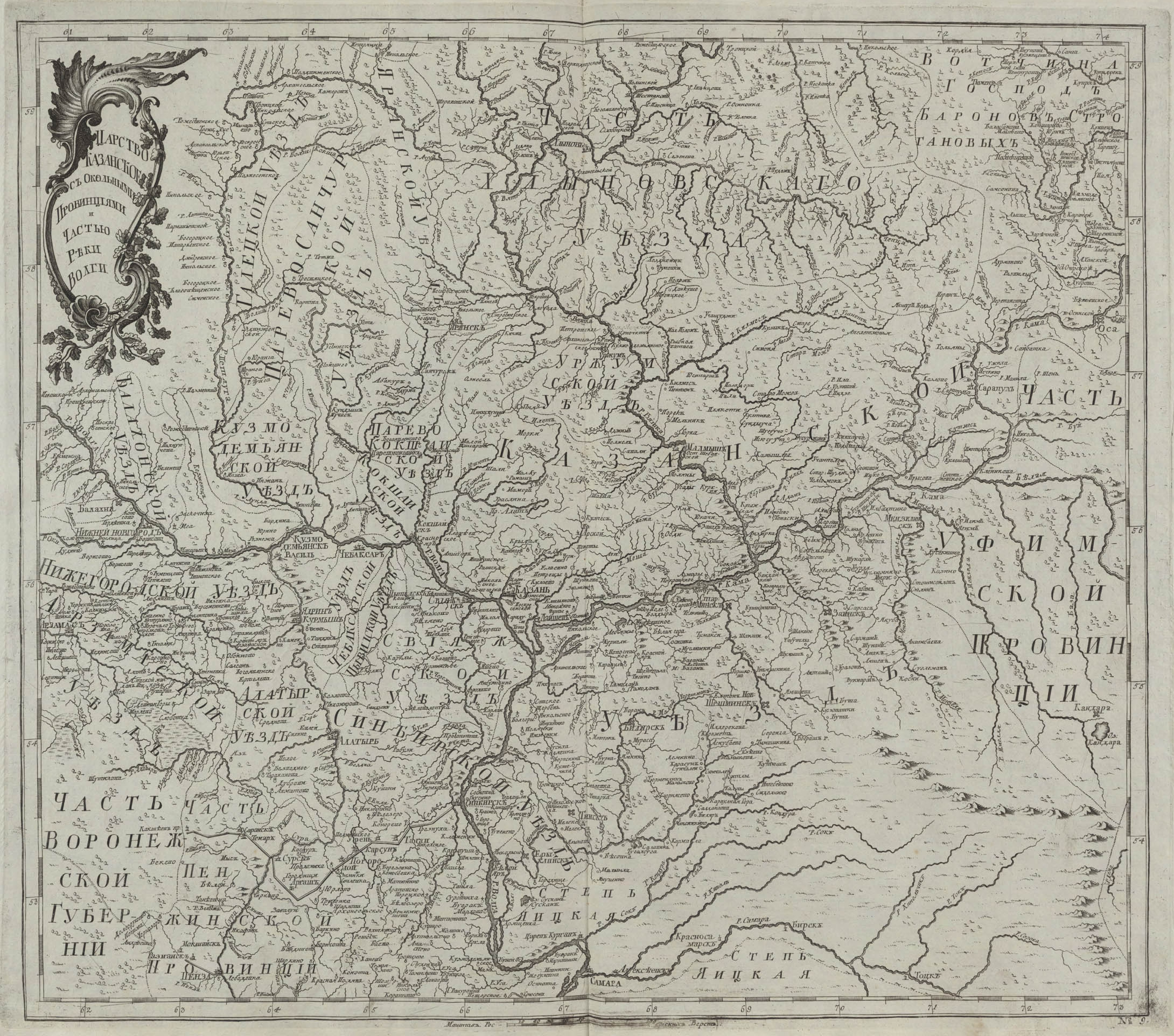
Первый атлас Российской империи, 1745:
Нижегородской Уѣздъ в западной части карты;
на правом берегу Сундовика (выше устья Салая по течению реки) — село Любянецъ

После революции 1917 года в селе был организован колхоз, а несколько семей были раскулачены. Позднее лубянецкий колхоз объединили с шахмановским и ивановским, главная усадьба колхоза располагалась в селе Шахманово.
Ранее в южной части села располагался храм (Крестовоздвиженская церковь села Лубянцы Княгининского уезда Нижегородской губернии была построена в 1825 году), но при советской власти он был разрушен.
По данным Всесоюзной переписи мелкой (нецензовой, в частности ремесленной) промышленности 1929—1930 годов (по плану, согласованному Центральным статистическим управлением СССР с ВСНХ), село выступало центром Лубянецкого онучного гнезда по производству онучного сукна, в которое кроме него входили ещё сёла Шахманово, Холязино, Папулово, а также деревни Чернуха и Городищи.
В середине XX века в селе работала начальная школа.

## Население
Численность населения села составляла 80 человек в 1989 году.

## Инфраструктура
Какого-либо производства на территории села нет. Функционирует водонапорная башня, подающая воду к четырём из пяти колонок. Имеется таксофон.
Дорога с твёрдым покрытием (асфальт) имеется лишь в северной части села (с 1989 года).
Подъезд к селу от автомобильной трассы общего пользования межмуниципального значения 22 ОП МЗ 22Н-0608, связывающей Шахманово и Ивановское, также представляет собой дорогу с твёрдым покрытием. Автомобильная дорога общего пользования межмуниципального значения 22 ОП МЗ 22Н-0621, соединяющая село с подъездом 22 ОП МЗ 22Н-0608 к селу Ивановское, находится в государственной собственности Нижегородской области; её протяжённость составляет 2,477 км. В двух километрах севернее от села она проходит по гребню плотины через Салай, сооружённой в 1988 году, а затем выходит к подъезду 22 ОП МЗ 22Н-0608 к селу Ивановское. В свою очередь, в 8 километрах западнее от места слияния эта дорога имеет выход на автомобильную дорогу общего пользования регионального значения 22 ОП РЗ 22К-0162 Работки — Порецкое, которая в юго-восточном направлении ведёт в Холязинский сельсовет и далее — в районный центр.